# مرض روزاي دورفمان
مرض روزاي دورفمان  (بالإنجليزية: Rosai–Dorfman disease)‏ أيضا يعرف «بكثرة منسجات الجيوب الأنفية مع تضخم كبير للعقد اللمفية» هو اضطراب نادر غير معروف السبب يتصف بوفرة في خلايا المنسجات في العقد اللمفاوية في جميع أجزاء الجسم.,

## وصف المرض
تضخم العقد اللمفية في الرقبة هو المكان الأكثر شيوعا لتجمع الخلايا المنسجة، على الرغم من أن التراكم ممكن الحدوث خارج العقد اللمفية، أكثر الأماكن شيوعا خارج العقد اللمفية  لتراكم المنسجات هي الجلد ،الجهاز التنفسي العلوي والجيوب الأنفية.
المرض ممكن أن يحدث ويشخص في الغدة الدرقية. 
تتنوع أعراض هذا المرض وفقا لمكان تراكم المنسجات مثل أي ورم مكاني.
على سبيل المثال إذا كان التراكم في الأماكن المغلقة مثل الجمجمة  قد يؤدي إلى نتائج سيئة بالمقارنة مع النمو في جلد الأطراف حيث الاستئصال الجراحي  ممكن.
هذا المرض عادة غير مستمر النمو وذاتي الشفاء، ولكن قد يصاب المريض بفقر الدم الانحلالي بالمناعة الذاتية . من الممكن بشكل نادر  أن يتواجد مع المرض نفث الدم.

## التاريخ
في عام 1969 ،عالمي أمراض هما جوان روزاي ورونالد دورفمان سجلا اضطراب كثرة منسجات متميز في العديد من المرضى مع تضخم كبير في العقد اللمفية مع أعراض أخرى .
سميا هذا الاضطراب بكثرة منسجات الجيوب الأنفية مع تضخم كبير للعقد اللمفية، أصبح المرض يعرف بعد ذلك بمرض روزاي دورفمان.